# Золотой рог (фильм)
«Золотой рог» — советский художественный фильм, снятый режиссёром Ефимом Ароном в 1948 году на Алма-Атинской киностудии художественных и хроникальных фильмов.
Премьера фильма состоялась 24 июня 1948 года.

## Сюжет
Фильм о борьбе советских учёных за выведение новой породы домашнего скота, скрещеных мериносных овец и дикого барана-архара.
Действие фильма происходит в горах Заилийского Алатау на опытной станции Казахского института животноводства. Новая порода овец должна обладать мягкой шерстью мериносовой овцы и выносливостью горного барана-архара, чей крутой «золотой» рог служит для учёных символом будущего изобилия.

## В ролях
- Шакен Айманов — Жакан Дасанов, молодой учёный
- Пётр Алейников — Виктор Соколов
- Ляйля Галимжанова — Сауле Байжанова
- Рахия Койчубаева — Жамал
- Елубай Умурзаков — Турдукулов
- Сералы Кожамкулов — Адилбек, чабан
- Калыбек Куанышпаев — Бергалиев, министр
- Аркадий Аркадьев — профессор Игнатьев
- Капан Бадыров — Ибрай Жунусов
- Азербайжан Мамбетов — Токен

## Съёмочная группа
- Режиссёр — Ефим Арон
- Сценарий — Е. Шатров, С. Шатров
- Главный оператор — Александр Петров
- Художник-постановщик — Павел Зальцман, Б. Багаутдинов
- Звукооператор — В. Чечёткин
- Второй режиссёр — И. Гитлевич
- Помощник режиссёра — И. Оспанов
- Гримёр — С. Гульков
- Художник-гримёр — Г. Умарова
- Художник по костюмам — С. Сухов
- Монтажёр — Г. Широков
- Консультант — Н. Бутарин
- Комбинированные съёмки
  - Оператор — Н. Илюшин
  - Художник — И. Антоненко
- Ассистент режиссёра — Ю. Цыркова
- Ассистент оператора — В. Мурзин, С. Артемов
- Ассистент по монтажу — Г. Багаутдинова
- Дирижёр — Г. Столяров
- Зам. директора картины — В. Крафт
- Директор картины — Б. Цейруль